# Cosmosofie (Lecouturier)
La Cosmosophie, Ou, Le Socialisme Universel van Henri Lecouturier is een filosofisch en sociologisch systeem dat door de auteur, in eigen beheer in Parijs werd uitgegeven in 1850. Het was een synthese van al zijn politieke studies.
Lecouturier kondigt zijn boek aan als de Voorloper. Hij ziet dit als de filosofische voorloper op de spoedige (in 1850) verschijning van de Universele Verklaring of principiële eenheid van de universaliteit van alle verschijnselen.
Hij definieert de cosmosophie als de wetenschap van de verhoudingen tussen de geest en de stof.
Uit zijn analyse van stof en geest, trekt hij een aantal maatschappelijke conclusies, die zelfs leiden tot een politiek systeem.
Voor hem komt de mensheid nu (1850) tot een zekere maturiteit en gaat over van het Dogmatische Tijdperk naar het Filosofische Tijdperk, dat voor hem dan weer betekent het tijdperk van de verlichte en overdachte rede. Hij voorspelt dat alle verkeerde overtuigingen en foute theorieën zullen worden ontkracht.
Het boek werd door alle uitgevers geweigerd en hij werd genoodzaakt het in eigen beheer uit te geven. Na verschijnen bleef het boek vrij onverkoopbaar. Na een jaar was een boekhandelaar bereid het restant van zijn voorraad voor een prikje over te nemen, waardoor het in de koopjes belandde. De verkoop kwam op gang aan weggeefprijzen, maar tegen het eind van de voorraad werd het steeds populairder en gingen de prijzen opnieuw de hoogte in.
Uiteindelijk moest het boek herdrukt worden.
Hiertoe maakte hij een ingekorte herwerkte editie onder de titel La Science du Socialisme Universel, uitgegeven bij Ballard in 1850.
Meer dan een eeuw lang valt de Cosmosofie van Lecouturier in de vergetelheid tot in het begin van de 21ste eeuw talrijke herdrukken, vaak in printing-on-demand (POB) worden uitgegeven.